# Nazionale femminile di pallacanestro della Germania
La nazionale di pallacanestro femminile della Germania è la selezione delle migliori giocatrici di pallacanestro di nazionalità tedesca e rappresenta la Germania nelle competizioni internazionali femminili di pallacanestro organizzate dalla FIBA. È gestita dalla Federazione cestistica della Germania.

## Storia
La squadra femminile ha partecipato per la prima volta alle Olimpiadi nel 2024.
Ha partecipato ad 1 Campionato Mondiale, ottenendo la qualificazione per la prossima edizione, in quanto Paese ospitante.
Ai Campionati Europei, vanta 16 partecipazioni, con la conquista di una medaglia di bronzo.

## Piazzamenti

### Olimpiadi
- 2024 - 7°

### Campionati del mondo
- 1998 - 11°
- 2026 -

### Campionati europei
- 1954 - 9°
- 1956 - 15°
- 1966 - 12°
- 1968 - 13°
- 1974 - 10°

- 1976 - 13°
- 1978 - 12°
- 1981 - 10°
- 1983 - 12°
- 1995 - 13°

- 1997 -  3°
- 1999 - 12°
- 2005 - 11°
- 2007 - 11°
- 2011 - 13°

- 2023 - 6°

## Formazioni

### Olimpiadi
Pallacanestro ai Giochi della XXXIII Olimpiade - Torneo femminile0 S. Sabally, 1 Peterson, 3 Wilke, 8 N. Sabally, 11 Gülich, 13 Fiebich, 15 Geiselsöder, 16 Hartmann, 20 Bühner, 22 Bessoir, 24 Sontag, 46 Bär,        All. Lisa Thomaidis

### Mondiali
Campionato mondiale femminile di pallacanestro 19984 Wegeler, 5 Hohl, 6 Krätschmann, 7 Eggert, 8 Harder, 9 Pfeifer, 10 von Saldern, 11 Kremer, 12 Göttsche, 13 Kehrenberg, 14 Askamp, 15 Roth,        All. Bernd Motte

### Europei
Campionato europeo femminile di pallacanestro 19543 Schenk, 4 Walter, 5 Spahl, 6 Fiedler, 7 Fleischer, 8 Kreische, 9 Egner, 10 Margref, 11 von Allwörden, 12 Krüger, 13 Pfeiffer, 14 Fatschel, 15 Siebenhaar, 17 Kaehler,        All. Wolfgang Lange
Campionato europeo femminile di pallacanestro 19564 Kruger, 5 Stein, 6 Egner, 7 von Allworden, 8 Riehl, 9 Gieser, 10 Kitzing, 11 Lindowsky, 12 Heinker, 13 Becht, 14 Lobrecht, 15 Lindner, 16 Pauksch,        All. Anton Kartak
Campionato europeo femminile di pallacanestro 19664 Stein, 5 Buttner, 6 Kohl, 8 Schaefer, 9 Horst, 10 Nowitzki, 11 Eberhardt, 12 Schraff, 13 Kiesling, 14 Spille, 15 Pallas, 16 Hallebrand,        All. Jochen Reiche
Campionato europeo femminile di pallacanestro 19684 Christoffers, 5 Kreibich, 6 Pieper, 7 Hoffmeister, 8 Heidmann, 9 Horst, 10 Kohl, 11 Möhle, 12 Eberhardt, 13 Kiesling, 15 Kruse,        All. Jochen Reiche
Campionato europeo femminile di pallacanestro 19744 Brandel, 5 Bartel, 6 Adolph, 7 Füller, 8 Neumann, 9 Haenselt, 10 Jaworski, 11 Kadow, 12 Palzkill, 13 Kiesling, 14 Bange, 15 Gotzmann,        All. Klaus Greulich
Campionato europeo femminile di pallacanestro 19764 Jaworski, 5 Kortenbruck, 6 Füller, 7 Haenselt, 8 Brandel, 9 Angermeyer, 10 Schober, 11 Kadow, 12 Palzkill, 13 Kiesling, 14 Berndt, 15 Gotzmann,        All. Klaus Greulich
Campionato europeo femminile di pallacanestro 19784 Brandel, 5 Kortenbruck, 6 Schuck, 7 Füller, 8 Fledlin, 9 Beier, 11 Haenselt, 12 Berndt, 13 Heimerzheim, 14 Palzkill, 15 Kiesling,        All. Klaus Greulich
Campionato europeo femminile di pallacanestro 19814 Herrlich, 5 Schröder, 6 Schuck, 7 Gotzmann, 8 Kronberger, 9 Berndt, 10 Jaworski, 11 Heimerzheim, 12 Fledlin, 13 Haenselt, 14 Kuczmann, 15 Stöwahse,        All. Tony DiLeo
Campionato europeo femminile di pallacanestro 19834 Herrlich, 5 Schröder, 6 Bürger, 7 Stöwahse, 8 Fledlin, 9 Kronberger, 10 Neumann, 11 Reiter, 13 Wiegand, 14 Kuczmann, 15 Gotzmann,        All. Tony DiLeo
Campionato europeo femminile di pallacanestro 19954 Meyer, 5 Hohl, 6 Ishaque, 7 Plescher, 8 Kuypers, 9 Pfeifer, 10 Krätschmann, 11 Eggert, 12 Göttsche, 13 Kehrenberg, 14 Askamp, 15 Roth,        All. Bernd Motte
Campionato europeo femminile di pallacanestro 19974 Wegeler, 5 Hohl, 6 Ishaque, 7 von Saldern, 8 Harder, 9 Weber, 10 Eggert, 11 Kremer, 12 Göttsche, 13 Kehrenberg, 14 Askamp, 15 Roth,        All. Bernd Motte
Campionato europeo femminile di pallacanestro 19994 Wegeler, 5 Hohl, 6 Ilić, 7 Zeyen, 8 Harder, 9 Pfeifer, 10 Krätschmann, 11 Eggert, 12 von Saldern, 13 Kehrenberg, 14 Askamp, 15 Roth,        All. Bernd Motte
Campionato europeo femminile di pallacanestro 20054 Richter, 5 Breitreiner, 6 Ishaque, 7 Munck, 8 Harder, 9 Katona, 10 Schultze, 11 Müller, 12 Weber, 13 Fröhlich, 14 Askamp, 15 Gläser,        All. Olaf Stolz
Campionato europeo femminile di pallacanestro 20074 Nikagbatse, 5 Breitreiner, 6 Richter, 7 Skuballa, 8 Austmann, 9 Gohrke, 10 Berger, 11 Müller, 12 Kühn, 13 Fröhlich, 14 Weber, 15 Gläser,        All. Imre Szittya
Campionato europeo femminile di pallacanestro 20114 Mersch, 5 Breitreiner, 6 Richter, 7 Koop, 8 Austmann, 9 Wagner, 10 Bär, 11 Menz, 12 Thimm, 13 Greunke, 14 Kühn, 15 Gläser,        All. Bastian Wernthaler
Campionato europeo femminile di pallacanestro 20231 Gülich, 3 Wilke, 7 Crowder, 13 Fiebich, 14 Greinacher, 15 Geiselsöder, 16 Hartmann, 21 Brunckhorst, 22 Bessoir, 24 Sontag, 25 Degbeon, 42 Stach,        All. Lisa Thomaidis
Campionato europeo femminile di pallacanestro 20251 Peterson, 3 Wilke, 5 Feldrappe, 7 Crowder, 9 Eichmeyer, 13 Fiebich, 15 Geiselsöder, 20 Bühner, 22 Bessoir, 25 Bielefeld, 46 Bär, 55 Schiffer,        All. Lisa Thomaidis

## Nazionali giovanili
- Selezioni giovanili della nazionale femminile di pallacanestro della Germania